# ماريا دولينج
ماريا دولينج (بالإنجليزية: Maria Dowling)‏ هي مؤرخة بريطانية، ولدت في 1955، وتوفيت في 2011.